# Sankt Augustin
Sankt Augustin (pronunciación en alemán: /zaŋkt ˈaʊ̯ɡʊstiːn/ⓘ) es un municipio situado en el distrito de Rin-Sieg, en el estado federado de Renania del Norte-Westfalia (Alemania), con una población a finales de 2016 de unos 56 115 habitantes.
Se encuentra ubicado al sur del estado, en la región de Colonia, cerca de la orilla del río Sieg —un afluente derecho del Rin—, de la ciudad de Bonn y al norte del estado de Renania-Palatinado.